# Kneževići, Plužine
Kneževići este un sat din comuna Plužine, Muntenegru. Conform datelor de la recensământul din 2003, localitatea are 22 de locuitori (la recensământul din 1991 erau 59 de locuitori).

## Demografie
În satul Kneževići locuiesc 21 de persoane adulte, iar vârsta medie a populației este de 62,4 de ani (56,5 la bărbați și 66,5 la femei). În localitate sunt 10 gospodării, iar numărul mediu de membri în gospodărie este de 2,20.
Această localitate este populată majoritar de sârbi (conform recensământului din 2003).
|  |

| Demografie | Demografie | Demografie |
| An         | Locuitori  | Locuitori  |
| ---------- | ---------- | ---------- |
|            |            |            |
|            |            |            |
|            |            |            |
|            |            |            |
| 1948       | 177        |            |
| 1953       | 207        |            |
| 1961       | 213        |            |
| 1971       | 179        |            |
| 1981       | 91         |            |
| 1991       | 59         | 59         |
| 2003       | 22         | 22         |

| \| Componența etnică conform recensământului din 2003[2] \| Componența etnică conform recensământului din 2003[2] \| Componența etnică conform recensământului din 2003[2] \| Componența etnică conform recensământului din 2003[2] \| Componența etnică conform recensământului din 2003[2] \| \| ----------------------------------------------------- \| ----------------------------------------------------- \| ----------------------------------------------------- \| ----------------------------------------------------- \| ----------------------------------------------------- \| \| \| \| \| \| \| \| Sârbi \| Sârbi \| \| 17 \| 77,27% \| \| Muntenegreni \| Muntenegreni \| \| 5 \| 22,72% \| \| necunoscută \| necunoscută \| \| 0 \| 0% \| |              |  |    |        |
| Componența etnică conform recensământului din 2003 |              |  |    |        |
| |              |  |    |        |
| Sârbi | Sârbi        |  | 17 | 77,27% |
| Muntenegreni | Muntenegreni |  | 5  | 22,72% |
| necunoscută | necunoscută  |  | 0  | 0%     |